# Eupithecia catalinata
Eupithecia catalinata är en fjärilsart som beskrevs av Mcdunnough 1944. Eupithecia catalinata ingår i släktet Eupithecia och familjen mätare. Inga underarter finns listade i Catalogue of Life.